# Anton Högerberg
Per Anton Högerberg, född 1 november 1904 i Torps församling, Västernorrlands län, död 28 oktober 1977 i Borgsjö församling, Västernorrlands län, är en svensk folkmusiker.

## Diskografi
- 1972 – Spelmanslåtar Från Medelpad, tillsammans med Sven Englund, Göran Sjölén, Gösta Smedberg och Evert Wernberg.

## Utmärkelser
- 1950 – Zornmärket i silver
- 1960 – Gås Anders-medaljen
- 1970 – Zornmärket i guld, "För genuint och mästerligt spel av medelpadslåtar."